# 1433 Geramtina
Az 1433 Geramtina (ideiglenes jelöléssel 1937 UC) a Naprendszer kisbolygóövében található aszteroida. Eugène Joseph Delporte fedezte fel 1937. október 30-án.